# Couto de Magalhães
Couto de Magalhães là một đô thị thuộc bang Tocantins, Brasil. Đô thị này có diện tích 1585,773 km², dân số năm 2007 là 4887 người, mật độ 3,08 người/km².